# Carlos Alcaraz
Carlos Alcaraz Garfia (El Palmar, Murcia, 5. svibnja 2003.) španjolski je profesionalni tenisač. Nalazi se na 2. mjestu ATP–ove ljestvice u muškom singlu od 2023. Osvojio je dvadeset dva pojedinačna naslova na razini ATP Toura, uključujući pet velikih naslova (na US Openu 2022., Wimbledonu 2023. i 2024. te Roland Garros 2024. i 2025.) i osam naslova na turnirima Masters 1000. Nakon pobjede na US Openu 2022., Alcaraz je postao najmlađi muškarac i prvi tinejdžer u Open Eri koji je bio na vrhu ljestvice pojedinačno, s 19 godina, 4 mjeseca i 6 dana.
Kao junior, Alcaraz je bio plasiran kao 22. tenisač svijeta i osvojio je dva naslova na ITF Junior Circuitu. Nakon što je 2018. postao profesionalac, osvojio je tri naslova na ITF Men's World Tennis Touru i četiri na ATP Challenger Touru te se probio među 100 najboljih na ljestvici u svibnju 2021.
Dva mjeseca kasnije, Alcaraz je stigao do svojeg prvog finala ATP Toura na Croatia Openu u Umagu, gdje je osvojio svoj prvi naslov. Kasnije je ušao među 50 najboljih nakon što je stigao do četvrtfinala na sljedećem US Openu i osvojio ATP Finals Next Generation u Milanu na kraju godine.
Nakon što je osvojio svoj prvi ATP 500 naslov na Rio Openu u veljači 2022., Alcaraz je osvojio svoj prvi Masters 1000 naslov na Miami Openu i svoj drugi ATP 500 naslov na Barcelona Openu u travnju, što ga je postavilo među desetoricom najboljih. U rujnu 2022. Alcaraz je pobijedio Caspera Ruuda u finalu US Opena i osvojio svoj prvi veliki pojedinačni naslov. U svibnju 2023. dodijeljena mu je nagrada „Laureus” za svjetski proboj godine. U srpnju 2023. Alcaraz je osvojio Wimbledon, pobijedivši u finalu branitelja naslova Novaka Đokovića i osvojio svoj drugi veliki pojedinačni naslov. Isto je ponovio 2024. također protiv Đokovića. Osvojio je srebrnu medalju na Olimpijskim igrama u Parizu 2024. izgubivši u finalu od Novaka Đokovića.
U lipnju 2025. Alcaraz je u finalu Roland Garrosa pobijedio Jannika Sinnera u meču dugom 5 sati i 29 minuta, što je postavilo rekord za najduže finale u povijesti Roland Garrosa, te drugo najduže finale ijednog Grand Slam turnira nakon Australian Opena 2012. Mjesec dana kasnije, stigao je i do svojeg trećeg uzastopnog finala na Wimbledonu, no tamo ga je zaustavio Jannik Sinner u četiri seta, te tako prekinuo niz od 20 uzastopnih pobjeda na Wimbledonu.

## Galerija
- Carlos Alcaraz na Roland Garrosu 2021.
- Carlos Alcaraz u Wimbledonu 2022.
- Carlos Alcaraz na Roland Garrosu 2023.
- Carlos Alcaraz nakon pobjede u Wimbledonu 2023.